# Robert II., kralj Francuske
Robert II. Pobožni (francuski Robert II le Pieux) (27. ožujka 972. – 20. srpnja 1031.) bio je francuski kralj od 996. do 1031. godine.

## Životopis
Robert II. rodio se 27. ožujka 972. u Orléansu, kao sin budućeg kralja Huga Capeta i Adelajde Akvitanske.
Robert je nakon očeva izbora za kralja 987. određen za prestolonasljednika, čime je potvrđena vlast dinastije Capet u Francuskoj. Unatoč bračnim problemima zbog kojih je bio privremeno izopćen, Robert je bio pobožan katolik, zbog čega je i nazvan Robert Pobožni. Uz glazbenu nadarenost bio je i skladatelj, pjevač i pjesnik.
Kraljevstvo koje je Robert naslijedio nije bilo veliko, i u pokušaju proširenja svoje vlasti, odlučno je tražio svoje pravo preuzimanja feudalnih posjeda koji bi ostali bez gospodara, što je obično rezultiralo sukobom. Njegova invazija na Burgundiju 1003. bila je neuspješna te je tek 1016. zadobivši podršku Crkve bio priznat za vojvodu Burgundije.
Među Robertovim neprijateljima bili su i njegovi sinovi Henrik i Robert. Ovaj je sukob rezultirao građanskim ratom, u kojem je Robertova vojska izgubila, te se on povukao iz Pariza.
Umro je tijekom rata sa svojim sinovima 20. srpnja 1031. u Melunu. Pokopan je sa svojom trećom ženom u Bazilici sv. Denisa.

## Obitelj
Robertove supruge:
- Rozala Talijanska
- Berta Burgundska
- Konstancija Arleška

Djeca iz trećeg braka:
1. Hedviga Francuska, grofica Neversa
2. Hugo Magnus
3. Henrik I.
4. Adela Francuska, grofica Flandrije
5. Robert I., burgundski vojvoda
6. Odo
7. Konstanca